# Jean Charles Delafosse
Pour les articles homonymes, voir Delafosse.
Jean-Charles Delafosse (1734-1789) est un architecte, ornemaniste, peintre et graveur français.
Son recueil de gravures le plus célèbre est la Nouvelle iconologie historique, publiée pour la première fois en 1768 puis rééditée et modifiée à de nombreuses reprises par la suite.
Important théoricien du style Louis XVI « carré » et des débuts du néo-classicisme.
Son influence est sensible dans le décor de maisons parisiennes dans les années 1760-1780.
On peut voir un bon exemple de son travail à Tours, 10, rue de la Rôtisserie.
Outre ses caricatures, il a aussi réalisé des dessins allégoriques, notamment Le Juge, qui se trouve au Musée des Arts décoratifs.

## Musées
- Département des arts graphiques du Musée du Louvre, Trépieds, gravure de Jean Thouvenin d'après Jean-Charles Delafosse (ancienne collection Edmond de Rothschild).